# Curdin
Curdin és un municipi francès, situat al departament de Saona i Loira i a la regió de Borgonya - Franc Comtat. L'any 2007 tenia 318 habitants.

## Demografia

### Població
El 2007 la població de fet de Curdin era de 318 persones. Hi havia 120 famílies, de les quals 24 eren unipersonals (20 homes vivint sols i 4 dones vivint soles), 40 parelles sense fills, 52 parelles amb fills i 4 famílies monoparentals amb fills.
La població ha evolucionat segons el següent gràfic:
Habitants censats

### Habitatges
El 2007 hi havia 138 habitatges, 123 eren l'habitatge principal de la família, 7 eren segones residències i 8 estaven desocupats. 133 eren cases i 1 era un apartament. Dels 123 habitatges principals, 112 estaven ocupats pels seus propietaris, 10 estaven llogats i ocupats pels llogaters i 1 estava cedit a títol gratuït; 4 tenien dues cambres, 19 en tenien tres, 46 en tenien quatre i 54 en tenien cinc o més. 121 habitatges disposaven pel capbaix d'una plaça de pàrquing. A 34 habitatges hi havia un automòbil i a 83 n'hi havia dos o més.

### Piràmide de població
La piràmide de població per edats i sexe el 2009 era:
| Homes | Edats   | Dones |
| ----- | ------- | ----- |
| 0     | 95 o +  | 0     |
| 0     | 90 a 94 | 0     |
| 0     | 85 a 89 | 0     |
| 0     | 80 a 84 | 0     |
| 0     | 75 a 79 | 12    |
| 20    | 70 a 74 | 0     |
| 0     | 65 a 69 | 8     |
| 8     | 60 a 64 | 16    |
| 0     | 55 a 59 | 12    |
| 12    | 50 a 54 | 8     |
| 20    | 45 a 49 | 12    |
| 32    | 40 a 44 | 8     |
| 8     | 35 a 39 | 32    |
| 8     | 30 a 34 | 8     |
| 4     | 25 a 29 | 0     |
| 0     | 20 a 24 | 0     |
| 20    | 15 a 19 | 20    |
| 20    | 10 a 14 | 12    |
| 24    | 5 a 9   | 4     |
| 8     | 0 a 4   | 0     |

## Economia
El 2007 la població en edat de treballar era de 221 persones, 154 eren actives i 67 eren inactives. De les 154 persones actives 146 estaven ocupades (85 homes i 61 dones) i 8 estaven aturades (2 homes i 6 dones). De les 67 persones inactives 30 estaven jubilades, 17 estaven estudiant i 20 estaven classificades com a «altres inactius».

### Ingressos
El 2009 a Curdin hi havia 128 unitats fiscals que integraven 328 persones, la mediana anual d'ingressos fiscals per persona era de 19.123,5 €.

### Activitats econòmiques
Dels 4 establiments que hi havia el 2007, 2 eren d'empreses de comerç i reparació d'automòbils, 1 d'una empresa de serveis i 1 d'una empresa classificada com a «altres activitats de serveis».
L'únic establiment comercial que hi havia el 2009 era una adrogueria.
L'any 2000 a Curdin hi havia 9 explotacions agrícoles que ocupaven un total de 204 hectàrees.

## Equipaments sanitaris i escolars
El 2009 hi havia una escola elemental.

## Poblacions més properes
El següent diagrama mostra les poblacions més properes.